# Манускрипт I.33
Манускрипт I.33, инвентарный номер; Tower of London manuscript I.33, Royal library Museum, British Museum No. 14 E iii, No. 20, D. vi. (также известен как «фехтбух из Тауэра»), — самый древний из фехтовальных фолиантов позднего Средневековья. Большинство экспертов датируют фолиант около 1300 года, или между 1270 и 1340 годами в зависимости от эксперта. Содержание фолианта состоит главнейшим образом из латинского текста и изображений на тему фехтования мечом и баклером. Авторство документа приписывается некоему немецкому священнику, имя которого упоминается в фолианте как «Lutegerus», в немецкой форме «Lutger» (Лютгер). В письменных источниках впервые упоминается Генрихом фон Гунтерродтом в 1579 году. Лингвистический анализ показывает, что фолиант вероятнее всего создан в районе Вюрцбурга.

## Содержание и иллюстрации
Фолиант состоит из 32 пергаментных листов, исписанных с обеих сторон и покрытых цветными тушевыми изображениями. Иллюстрации, в свою очередь, показывают двух бездоспешных воинов, которые демонстрируют фехтовальные техники в процессе обучения. Предполагается, что один из изображённых воинов, монах с монашеским постригом, и является воплощением автора фолианта. Его противник (scolaris, discipulus, iuvenis, clientulum), по-видимому, его ученик, обычно совершает нападения, а монах их отбивает или же падает жертвой нападения, что подчёркивает дидактический характер фолианта.
Значение иллюстрированных техник изначально оценивается по-разному. Многие специалисты видят в них чисто спортивное фехтование рыцарского класса для поддержания формы, не созданное для серьёзного боя. Практики, однако, обращают внимание на тот факт, что большинство техник в фолианте I.33 основываются на порезе и уколе и потенциально являются методами убийства — колющие атаки уже в 13 веке были официально запрещены в турнирах из-за их высокой летальности. В I.33 же укол играет чуть ли не главную роль; в тексте фолианта недвусмысленно говорится о «протыкании» противника. Также отображённая система позволяет быстрые контр-атаки, что обозначает её как боевой метод, а не ритуализированый вид спорта. В источниках 14-15го века очень часты изображения рыцарей и простых воинов, вооружённых баклерами — баклер был, в частности, самым распространённым видом щита позднего Средневековья, если судить по иконографическим источникам — которые носят их на поле боя и «на гражданке», что позволяет сделать вывод: системы боя мечом и баклером были очень распространёнными и эффективными не только в бою.

## Фехтовальный стиль I.33
Фехтовальная система фолианта I.33 состоит главным образом из семи определённых Сustodiaе («стоек», эквивалентных японским Камаэ), шесть Оbsessiones («притеснений») и дюжины Invasiones («нападений»). Причём некоторые кустодии могут быть использованы как обсессии.

### Сustodiaе
Семь главных кустодий на основе изображений в фолианте:
- Sub brach; «под рукой», 1 кустодия (левая нога вперёд)
- Humero dextrali; «правое плечо», 2 кустодия (правая нога вперёд)
- Humero sinistro; «левое плечо», 3 кустодия (правая нога вперёд)
- Capiti; «глава», 4 кустодия (правая нога вперёд)
- Dextro latere; «правая сторона», 5 кустодия (левая нога вперёд)
- Pectori; «грудь», 6 кустодия (правая нога вперёд)
- Langort; «длинное остриё», 7 кустодия (правая нога вперёд)

Oberer Langort; «верхний лангорт» (правая нога вперёд)
Vorderer Langort; «передний лангорт» (левая нога вперёд)
Также существуют несколько других стандартных кустодий, которые, однако, использовались не так часто:
- Vidilpoge; «смычок» (левая нога вперёд)
- Walpurgis «Вальпурга» (левая нога вперёд)
- Специальный лангорт, или «кустодия Монаха» (правая нога вперёд)

### Оbsessiones
Следующая группа техник, Обсессии, предназначаются как метод «закрытия линии нападения» и становление противника в невыгодную позицию:
- Halpschilt; «полущит» (правая нога вперёд)
- Krucke; «клюка» (левая нога вперёд)
- Langort; может быть применим как кустодия и как обсессио
- Schutzen; «защита» (правая нога вперёд)

Rechtes Schutzen; «правая защита» — баклер справа, рука с мечом лежит сверху крест-накрест (правая нога вперёд)
Linkes Schutzen; «левая защита» — эквивалентна «клюке», баклер закрывает слева, но остриё меча показывает вперёд вниз (правая нога вперёд)
- Valde bona; видоизменённая 5 кустодия (правая нога вперёд)
- Valde aliena; видоизменённый «смычок» (левая нога вперёд)
- Walpurgis

Для примера — «левая защита», правая нога впереди, корпус слегка наклонён, баклер защищает обе кисти, и оба, меч и баклер, прикрывают голову. Тем самым все важные части тела защищены и недоступны для прямых атак со стороны противника. Опасность резкого выпада из этой неприступной позиции вынуждает противника активно действовать — привязывать — отсюда и название акции «притеснение».

### Bindung (привязь)
Самый важный принцип системы I.33 и европейского фехтования на мечах это так называемая «привязь» — упирание одного клинка в другой (лезвие против плоскости или плоскость против плоскости) чтобы блокировать движение вражеского клинка и, применяя специальные техники, поразить противника, не допуская свободы его клинку. Привязь не следует путать с шпажным блоком, так как принципы фундаментально разные; фехтовальщик по I.33 не принимает ударов на лезвие, а выпадом вперёд соприкасается с вражеским клинком, активно давя на него плоскостью или лезвием и тем самым блокируя его движение.
Практически все действия в фолианте I.33 кончаются в привязи. Для этого необходимо, чтобы кустодии или обсессио, которыми привязывают, держали меч вытянутым вперёд; лангорт для этого идеален, те же кустодии, где меч лежит на плече, само собой отпадают. Следующие техники могут быть фактически использованы, чтобы «привязать» клинок оппонента:
- Langort
- Halpschilt[16]
- Schutzen[17]
- Krucke[18]
- Кустодия Монаха (используется редко как привязь, эквивалентна в функции «клюке» или «левой защите»)
- Верхний Лангорт[19]

Следует отметить, что привязывать нужно по возможности с той стороны, где баклер защищает руку, таким образом «полу-щит» привязывает левой стороной своего клинка к левой стороне клинка оппонента. «Правая защита» защищает баклером справа и поэтому создана для притеснения тех кустодий, которые чреваты привязью или атакой с правой стороны собственного клинка. Исходя из этой логики, становится понятным, почему по I.33 лангорт считается ключевой позицией — баклер закрывает руку сверху или снизу, что делает привязи из лангорт более универсальными, вне зависимости к какой стороне клинка осуществлена привязь.

### Invasiones
После состоявшийся привязи оппоненты применяют инвазии, чтобы разорвать привязь и «достать до противника»:
- Überbinden; «пере-привязь» (разворот меча лезвием против «привязанного» клинка оппонента для отвода его вниз или в сторону)
- Schiltslac; «удар щитом» (шаг вперёд, отклонение оружия противника своим баклером и удар/укол/порез в лицо оппоненту)
- Nucken; (укол/порез проходящий между баклером и мечом оппонента и достающий грудь и лицо)
- Stichslac; «уколо-порез» (порез тычком вперёд с слегка развёрнутым лезвием на манер гильотины)
- Ringen; «рукопашный бой» (захваты левой рукой конечностей оппонента)
- Unter Schwert und Schild fallen; «удар под щит и меч» (привязь к обычно полу-щиту не со стороны баклера а со стороны меча; таким образом дальнейшие акции противника эффективно блокируются — фолиант советует в таких случаях пере-привязывать)

## Схема боя
Главная цель бойца в I.33 это обезоружить противника, принудить его к капитуляции, ранить или же убить. Согласно озвученному здесь варианту интерпретации, оппоненты выбирают ту или иную кустодию в зависимости от стойки и позиции противника, причём расстояние между ними достаточно для того, чтобы меч ни при каких обстоятельствах не достал до противника (в поздних фолиантах это «дальняя мензура»). Чтобы достать противника мечом, нужно сделать как минимум два шага. Первый шаг используется для того, чтобы быстро выступить на шаг вперёд, прикрываясь соответствующим Обсессио, закрывая части тела, которые могли быть легко поразимы молниеносным выпадом, и тем самым «притесняя» противника — данный подход объясняется тем, что в связи с малым размером баклера, им практически невозможно отбить быструю атаку противника, и, в отличие от шпаги, меч не создан для шпажных блоков. Реакция противника; шаг вперёд и привязь к обсессии нападающего, ждать пока нападающий сделает второй шаг и сам «привяжет», или же отсутствие активной реакции и уход с траектории нападения. Также возможно прямое сближение и привязь без обсессий. Выбор кустодии, вход в «опасную зону» прикрываясь обсессией, привязь, и работа из привязи с помощью инвазий и являются красной нитью боевой системы по фолианту I.33.
Работа ногами включает главным образом шаги из позиции в позицию — некоторые интерпретаторы, в том числе и Роланд Варцеха, считают, что небольшие шаги одной и той же ногой вперёд существовали наравне с полноценными шагами и разворотом корпуса, как это преподносят фолианты XV века в фехтовании длинным мечом. Например, вторая кустодия держит правую ногу впереди, что не позволяет шагнуть по полной в случае с обсессио «полу-щит». Работа ногами по принципу длинного меча, однако, во многих ситуациях делает полноценное обсессио затруднительным. В качестве примера: рисунок обсессио «клюка» не позволяет точно установить, какая нога впереди, однако из I.33 точно известно, что «клюкой» притесняли первую кустодию. Если держать правую ногу сзади и шагать ей вперёд, то баклер окажется слишком слева, а правая сторона будет приоткрыта для укола. Вход с левой ноги, однако, закрывает все зоны поражения и более логичен с точки зрения боевой эффективности. Однозначного мнения среди исследователей до сих пор однако нет, так как I.33 изначально писался для публики, уже имеющей солидную подготовку и не нуждающейся в объяснении общеизвестных в то время истин.
Примеры
- Оппонент А выбирает первую кустодию, оппонент Б «Вальпургу». Б делает быстрый шаг вперёд, прикрываясь полу-щитом, на что А отвечает привязью на уровне баклера для блокировки дальнейших акций. Б пере-привязывает («überbindet»), отводит меч оппонента слегка вниз и делает шаг вперёд плавно переходя в Schiltslac («удар щитом»).
- А и Б выбирают вторую кустодию «на правом плече». Б делает шаг и притесняет А «защитой», на что А быстро привязывает. Из этой позиции более ловкий из двух имеет возможность отклонить вражеский клинок в сторону и нанести укол или порез.
- А выбирает третью кустодию, Б первую. Б делает шаг и притесняет А лангортом, в ответ на что А привязывает клинок с правой стороны вражеского клинка, отклоняет баклер и меч противника своим же баклером в сторону и рубит оппоненту в голову.

Особенность фолианта I.33 тем самым заключается в полном отсутствии принципа «блок-рипост», о котором принято думать как о неотъемлемой части европейского фехтования, хотя как таковой он также полностью отсутствует в других более поздних фолиантах XV века. Защита от вражеского укола, удара или выпада состоит из принятия такового вскользь на плоскость своего клинка или на плоскость острия под углом, что кончается узким динамичным контактом (= привязью). Жёсткие ударные блоки лезвием о лезвие или отбивание клинка баклером характерные для реконструкторско-спортивных боевых искусств отсутствуют в I.33, что принципиально обусловлено применением острого холодного оружия, тонкое лезвие которого просто не способно выдержать подобную практику без серьёзных повреждений.

## Клинковое оружие
Датировка и изображения I.33 позволяют сделать выводы о мечах, применяющихся в данной системе фехтования. Согласно Еварту Окшотту между 1270 и 1340 годами мечи типа XIV (по классификации Окшотта) пользовались особой популярностью, также имели хождение типы XII и XIII, которые были главным образом рубящим холодным оружием. Согласно данным европейских оригиналов разных эпох клинки одноручных рубяще-колющих мечей средневековой эпохи имели у гарды ширину лезвия ок. 50 мм, и толщину ок. 5 мм; у две трети клинка ширина сужалась до 38-45 мм а толщина убавлялась от 3,4 мм до 2,8 мм. Если учесть вес большинства оригиналов типов XII—XIV, как правило, не превышающих 1300 грамм, и баланс, находящийся между 10-14 см от гарды, то совместно с информацией из I.33 мы получаем картину говорящей о чрезвычайно продуманной комбинации лёгкого острого меча и малого «кулачного щита», позволяющего эффективно обороняться и нападать в большинстве боевых ситуаций. Учитывая, что первые упоминания баклера датируются второй половиной XII века, а последние началом XVII века, эффективность комбинации меч и баклер выдержала более 500 лет боевого испытания.
В более поздних фолиантах, написанных Andres Liegnitzer, Hans Talhoffer и Johannes Lecküchner, вместе с баклером применялся также типичный Гросс-мессер позднего Средневековья, кои являлись чуть ли не самой популярной комбинацией оружия в 14-15 веках.

## Историческое значение
В первую очередь Манускрипт I.33 является уникальным источником, показывающим аутентичное европейское боевое искусство конца классического и начала позднего Средневековья, тем самым опровергая целую вереницу, казалось бы, прочно устоявшихся представлений. Популярное представление о воинах европейского Средневековья, дравшихся без всякой системы и побеждавших грубой физической силой и везением, опровергается на фундаментальном уровне, также как и предположение, что клинки средневековых мечей были тупым тяжёлым ударным оружием, которое использовалось для контузии противника Также фолиант показывает, что подавляющее большинство кинематографических интерпретаций средневекового боя практически не соответствует средневековым реалиям. Самое раннее упоминание schirm maister (букв. «мастеров защиты») в немецких источниках XII века доказывает довольно раннее появление систематизации боевых искусств в Европе, а содержание практически идентичных с I.33 кустодий меча и баклера в фолианте Тальхоффера в XV веке говорит о том, что боевые искусства передавались из поколения в поколение на протяжении столетий.
В классической фехтовальной литературе очень распространено мнение, что систематизация фехтовального искусства в Европе началась только в XVI веке в связи с появлением рапиры. Например Эгертон Кастл в своём классическом труде «Школы и мастера шпаги: От Средних веков до XVIII века» на стр. 5 пишет о «грубом неумелом бое Средних Веков», не ссылаясь, однако, ни на один объективный источник или фехтовальный фолиант. Подобные необоснованые мнения получили широкое распространение через кинематограф, спортивное фехтование и за последние 40 лет через практиков японо-китайских боевых искусств. Следует, однако, учесть, что ещё 30 лет назад о существовании фолиантов мало кто знал, и только Интернет создал благодатную почву для исследования и реконструкции вымерших европейских боевых искусств, которые при тщательном исследовании и реконструкции потенциально ни в чём не уступают известным азиатским аналогам.
Техника баклера и техника круглого щита характерного раннему Средневековью практически не идентичны; круглый щит (главным образом ассоциируемый с викингами и дохристианской Русью) обычно использовался для нейтрализации вражеских ударов и как ударное оружие. Баклер, согласно I.33, лишь прикрывал незащищённую часть руки, и только пара техник имеют ударные компоненты (например Schiltslac). Фехтовальный процесс сам по себе почти исключительно претворяется клинком и гардой. Также примечательно, что баклер являлся один из самых распространённых форм щита в эпоху латных доспехов, когда классические щиты средневекового кавалериста (например каплевидный щит) были упразднены за ненадобностью — тем самым для рыцаря XIV—XV веков как раз баклер был самой характерной формой щита.